# The Garden of Allah (1936)
The Garden of Allah is een Amerikaanse dramafilm uit 1936 onder regie van Richard Boleslawski. De film werd destijds in Nederland uitgebracht onder de titel De tuin van Allah.

## Verhaal
Domini Enfilden is een rijke, jonge vrouw die in een spirituele crisis verkeert. Ze reist naar Noord-Afrika en ontmoet er Boris Androvsky, een monnik die het klooster ontvlucht is. Ze krijgen een romance, maar Boris houdt zijn verleden verborgen. Wanneer er een oude bekende langskomt, kan hij echter geen kant meer op.

## Rolverdeling
| Acteur             | Personage                |
| ------------------ | ------------------------ |
| Marlene Dietrich   | Domini Enfilden          |
| Charles Boyer      | Boris Androvsky          |
| Tilly Losch        | Irena                    |
| Basil Rathbone     | Graaf Ferdinand Anteoni  |
| C. Aubrey Smith    | Pastoor J. Roubier       |
| Joseph Schildkraut | Batouch                  |
| John Carradine     | Zandtovenaar             |
| Alan Marshal       | Kapitein de Trevignac    |
| Lucile Watson      | Moeder-overste Josephine |
| Henry Brandon      | Hadj                     |